# Hokota
Hokota (鉾田市, Hokota-shi) est une ville située dans la préfecture d'Ibaraki, sur l'île de Honshū, au Japon.

## Géographie

### Situation
Hokota est située dans le sud-est de la préfecture d'Ibaraki, au bord de l'océan Pacifique.

### Municipalités limitrophes
| Ibaraki  | Ōarai   | océan Pacifique |
| Omitama  | Hokota  | océan Pacifique |
| Namegata | Kashima | océan Pacifique |

### Démographie
En 2015, la population de Hokota était de 48 147 habitants répartis sur une superficie de 207,60 km2.

### Hydrographie
La ville est bordée par le lac Kitaura au sud et le lac Hinuma au nord.

## Histoire
Le bourg moderne de Hokota a été créé le 1er avril 1889. Il a acquis le statut de ville en 2005 après l'intégration des anciens villages d'Asahi et Taiyō.

## Transports
Hokota est desservie par la ligne Ōarai Kashima de la compagnie Kashima Rinkai Tetsudo. 